# Lumesule (Nanyumbu)
Lumesule ist ein Verwaltungsbezirk (englisch Ward) des Distrikts Nanyumbu in der tansanischen Region Mtwara.

## Geografie
Lumesule liegt im Südosten von Tansania etwa 45 Kilometer westlich der Distrikthauptstadt Mangaka. Der Bezirk grenzt im Norden an Matekwe, im Osten an Michiga, im Süden an Napacho und im Westen an den Distrikt Tunduru in der Region Ruvuma. Bei der Volkszählung 2022 lebten 14.450 Menschen in 3940 Haushalten auf einer Fläche von 475 Quadratkilometern.

## Gliederung
Der Bezirk besteht aus fünf Gemeinden (Mtaa) mit 35 Orten (Kitongoji):
| Lumesule - Umoja - Mbuyuni - Amani - Shaurimoyo - Songambele - Malunguwila | Mchenjeuka - Dodoma - Muungano - Tulieni - Namiungo - Mtakuja - Namasinga | Chigweje - Mzalendo - Amani - Mabatini - Mseto - Mbuyuni - Usalama - Maili Sitini | Changwale - Mnazimmoja - Migombani - Tulieni - Msikitini - Makondeko - Nyasa - Tulieni - Lihuhu | Nandembo - Nguvukazi - Kagera - Sautimoja - Magomeni - Mkasale - Mkapunda - Rahaleo - Mnazimmoja |

## Infrastruktur
- Bildung: Die Lumesule Secondary School ist eine öffentliche weiterführende Schule. Sie bietet als Tagesschule eine Ausbildung bis zur 4. Stufe an.[8]
- Gesundheit: In den Gemeinden Lumesule und Nandembo befindet sich je eine öffentliche Apotheke.[9][10]
- Verkehr: Durch den Bezirk verläuft die asphaltierte Nationalstraße T6 von Mtwara im Osten nach Ruvuma.[11]